# Ojuelaite
La ojuelaite è un minerale appartenente al gruppo dell'arthurite.